# زبان چندترکیبی
زبانی که در آن نقش‌های نحوی عمدتاً از طریق ترکیب عناصر واژگانی و دستوری در قالب واژه‌هایی پیچیده و طولانی نشان داده می‌شود، زبان چندترکیبی (polysynthetic language) یا زبان انضمامی (incorporating language) نامیده می‌شود.
زبان‌های چندترکیبی معمولاً «جمله‌واژه‌هایی» طولانی دارند مانند واژه tuntussuqatarniksaitengqiggtuq در زبان یوپیک که به معنی «هنوز دوباره نگفته بود که داشته می‌رفته شکار گوزن» است.